# David Corkery
Sean David Corkery (Cork, 6 novembre 1972) è un ex rugbista a 15 irlandese, terza linea ala di Munster e internazionale per l'Irlanda in due Coppe del Mondo.

## Biografia
Cresciuto nella provincia di Munster, Corkery esordì in Nazionale a Brisbane durante il tour irlandese di metà anno 1994 in Australia e appena un anno dopo fu tra i convocati alla Coppa del Mondo di rugby 1995 in Sudafrica, nel corso della quale si mise in luce come miglior giocatore della sua squadra.
Riconosciuto terza ala di notevole impatto e coraggio (in carriera era solito giocare nascondendo gli infortuni), divenne regolare in Nazionale e anche con il passaggio in Inghilterra al Bristol nel 1996 continuò a essere un punto fermo per l'Irlanda.
Nel 1998 tornò a Munster, e un anno più tardi fu inserito nella rosa dei convocati alla Coppa del Mondo di rugby 1999 che si tenne nelle Isole britanniche: tuttavia non vi fu mai schierato, e la sua carriera internazionale si fermò quindi al test match di nuovo contro l'Australia, la Nazionale contro cui debuttò, durante il tour irlandese di qualche mese prima del torneo mondiale.
Nel 2000, dopo la rottura di entrambi i tendini d’Achille in sei mesi, fu costretto al ritiro a soli 27 anni d'età.
Anni dopo Corkery raccontò che il suo ritiro anticipato, unito alla morte per suicidio di suo padre, lo aveva condotto in uno stato di depressione dal quale non vedeva altra via d'uscita che il suicidio a propria volta e che a contribuire a risollevarsi da tale stato fu la telefonata di un suo ex compagno di squadra (con il quale v'era all'epoca solo una fugace conoscenza) che lo spinse a cercare aiuto medico qualificato.